# Wyżyna Tybetańska

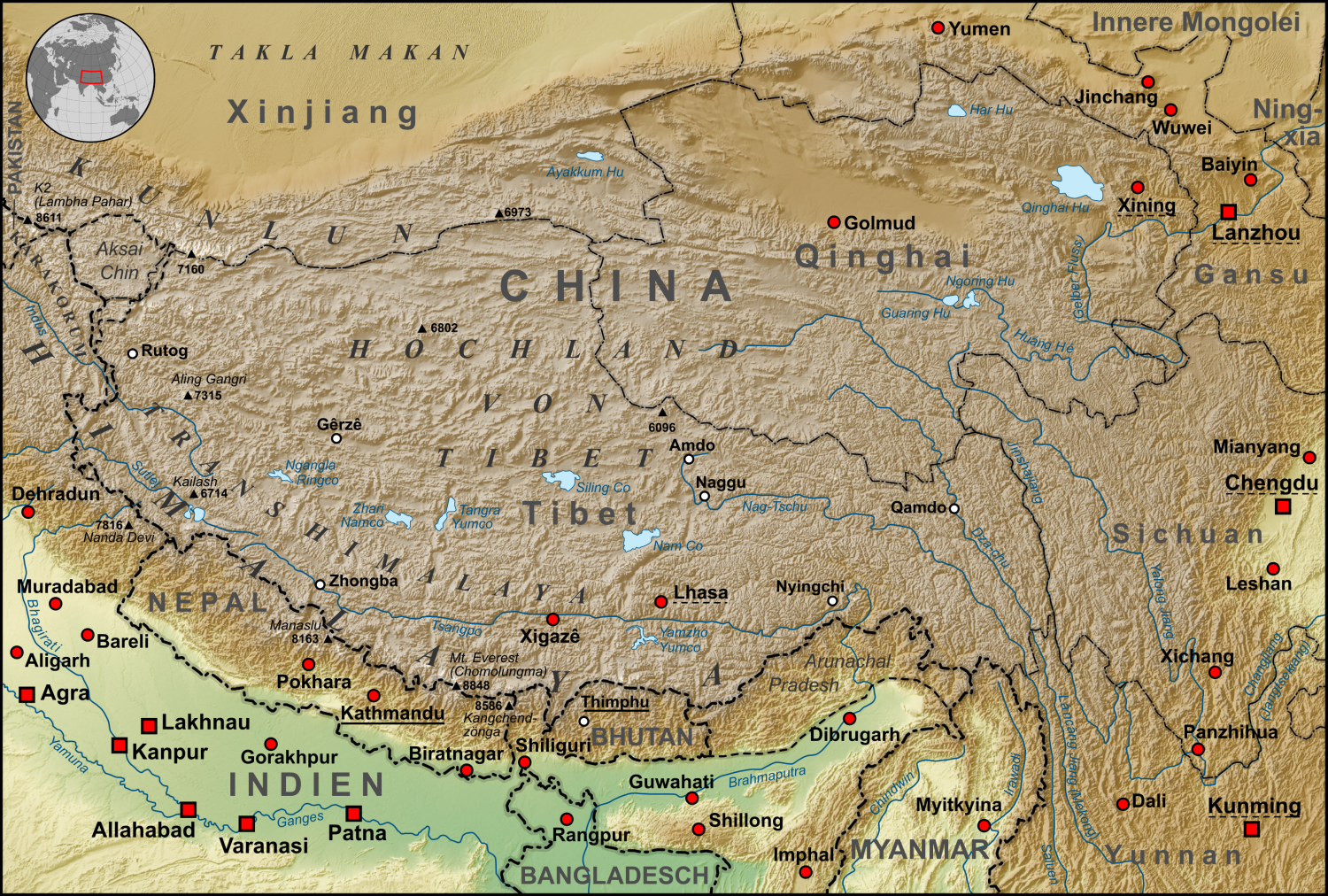
Wyżyna Tybetańska

Wyżyna Tybetańska (chiń. 青藏高原; pinyin Qīngzàng Gāoyuán; tyb. བོད་ས་མཐོ། – Wylie: bod sa mtho, ZWPY: Boi Gangto) – rozległa wyżyna w Azji Centralnej. W większości należy do Chińskiej Republiki Ludowej (Tybetański Region Autonomiczny, Qinghai, częściowo Sinciang i Syczuan), niewielkie skrawki na zachodnim skraju (m.in. Aksai Chin) są sporne między Chinami a Indiami. 
Granice Wyżyny Tybetańskiej są wyraźnie zarysowane przez potężne łańcuchy górskie. Na północy są to Kunlun, Ałtyn-Tag i Qilian Shan, na południu – Himalaje, na zachodzie – Pamir i Karakorum, na wschodzie – Hengduan Shan. Wyżyna zajmuje ok. 2,5 mln km² i wznosi się średnio na wysokość 4000–5000 m n.p.m., co czyni ją najwyżej położoną wyżyną na Ziemi.

## Geografia
Wyżyna Tybetańska ma rzeźbę wysokogórską z licznymi pasmami (m.in. Transhimalaje, Nienczen Tangla, Tangla, Nganglong Kangri) i pojedynczymi górami, które sięgają 5000–7000 m n.p.m. Są one porozdzielane wąskimi i głębokimi dolinami oraz szerokimi obniżeniami i kotlinami, często bezodpływowymi, o cechach rowów tektonicznych i zapadlisk. Strome zbocza gór Wyżyny Tybetańskiej okryte są przez masy zwietrzeliny tworzące u ich podstaw duże stożki usypiskowe. Obniżenia są wypełnione przez pokrywy żwirowe oraz drobniejsze osady rzeczne i jeziorne.
Przeważa krajobraz pustyń i stepów wysokogórskich. Lasy występują sporadycznie w dolinach rzek, głównie na południu. Obszary uprawne skupione są głównie w dolinie Brahmaputry i szerokich dolinach jej dopływów. Łąki wykorzystywane są do koczowniczej hodowli owiec, jaków i koni. Do fauny Wyżyny Tybetańskiej należą też m.in. niedźwiedź himalajski, antylopa orongo, lis tybetański, argali oraz jaki występujące na północy i zachodzie stadami w stanie dzikim.
Głównym ośrodkiem miejskim na wyżynie jest Lhasa.

### Geologia
Wyżyna zbudowana jest z silnie pofałdowanych w orogenezie hercyńskiej skał różnego wieku (prekambryjskich kwarcytów, gnejsów i łupków krystalicznych oraz mezozoicznych skał węglanowych i okruchowych – głównie piaskowców i łupków ilastych), które zostały wypiętrzone, a następnie, w trzeciorzędzie, w czasie orogenezy alpejskiej porozcinane licznymi intruzjami skał magmowych, głównie granitoidów. Silne ruchy wypiętrzające wyżynę zainicjowane w kenozoiku i trwające do dziś wiążą się z subdukcją płyty indyjskiej pod płytę eurazjatycką.

### Klimat
Na wyżynie panuje klimat podzwrotnikowy kontynentalny, wybitnie suchy. Na przeważającym obszarze roczna suma opadów wynosi ok. 100–200 mm, jedynie w części południowej i południowo-wschodniej, gdzie zaznaczają się wpływy letniego monsunu znad Oceanu Indyjskiego opady sięgają odpowiednio 500 i 1000–1500 mm rocznie. Na przeważającym obszarze wyżyny panują surowe zimy ze średnią temperaturą stycznia poniżej -10 °C i chłodne lata ze średnimi temperaturami lipca na poziomie 12 °C i poniżej.

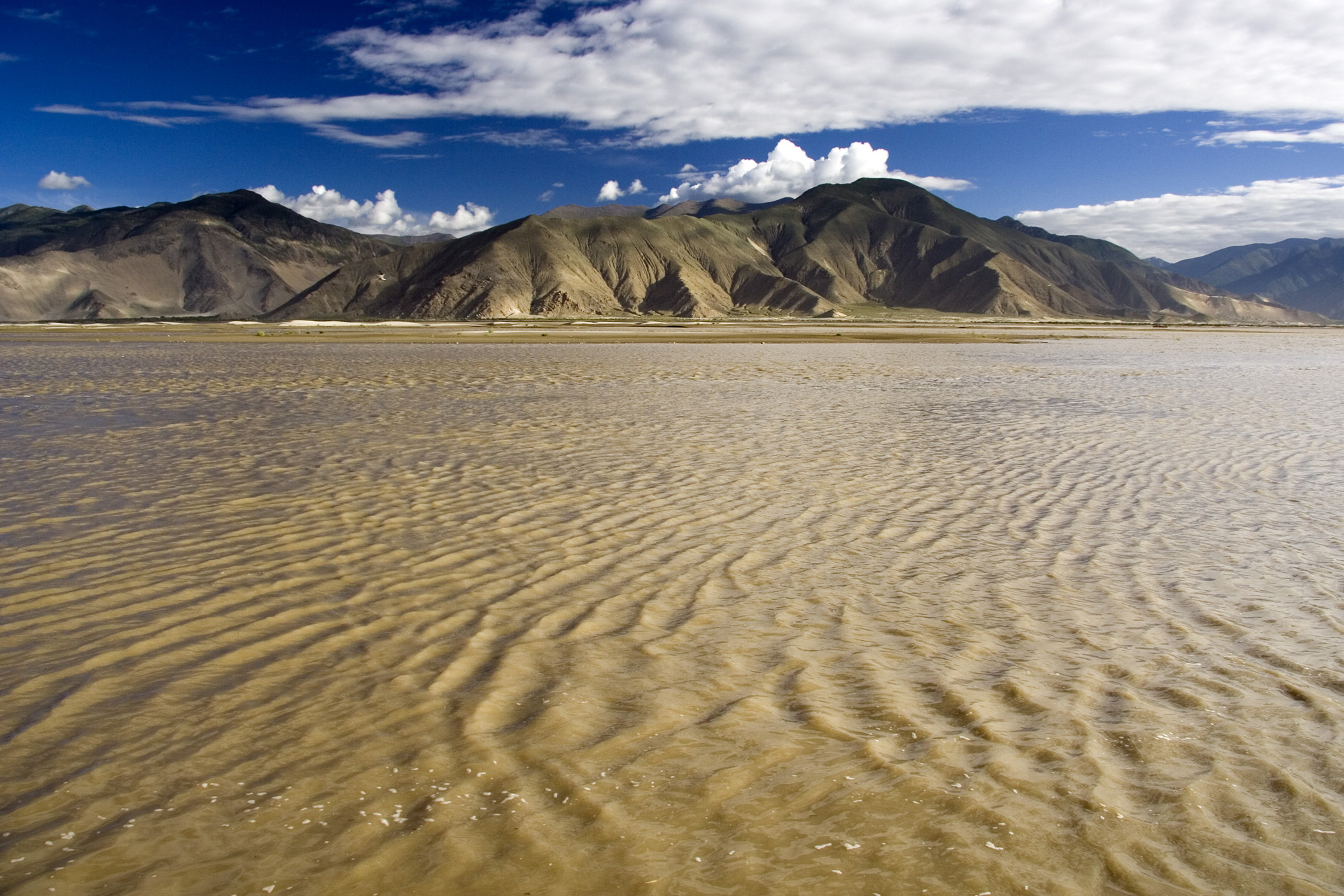
Brahmaputra (Yarlung Zangbo) na Wyżynie Tybetańskiej

### Hydrologia
Wyżyna Tybetańska posiada gęstą sieć hydrologiczną i jest obszarem źródliskowym wielkich rzek Azji Wschodniej i Azji Południowo-Wschodniej, m.in. Jangcy, Huang He, Mekongu, Saluinu, Brahmaputry, Indusu. Wnętrze wyżyny jest bezodpływowe. Znajdują się tam liczne słone i słodkowodne jeziora, m.in. Nam Co, Siling Co. Lodowce zajmują stosunkowo niedużą powierzchnię ok. 4000 km², co spowodowane jest wysokim położeniem linii wiecznego śniegu (5800 m n.p.m.).